# Raspailia longispicula
Raspailia longispicula är en svampdjursart som beskrevs av Breitfuss 1912. Raspailia longispicula ingår i släktet Raspailia och familjen Raspailiidae. Inga underarter finns listade i Catalogue of Life.